# Hawera
Hawera è un comune della Nuova Zelanda, situato nell'isola del Nord, nella regione di Taranaki.